# Ibn Duraid
Ibn Duraid  ou Ibn Durayd (ابن دريد) de son nom complet, Abou Bakr Mohammed ibn al-Hasan ibn Duraid al-Azdi (أبو بكر محمد بن الحسن بن دريد بن عتاهية الأزدي البصري) (né en 837, mort en 934) était un poète, un géographe, un généalogiste, un lexicographe et un philologue arabe.

## Biographie
Originaire de Qahtan, il appartient à une riche famille d'« Arabes du sud », appartenant à la tribu qahtanite des Azd. Après quelques années, il part faire ses études à Bassorah, dans l'actuel Irak. Il a reçu les cours de la part de divers professeurs, dont Abou Uthman al-Ushnandani, Abou Hatim al-Sidjistani et Ibn Akli al-Asma‘i. En 871 il quitte le pays pour Oman, après l'invasion des Zanj menés par Muhallabi qui ont ravagé Bassorah.
Il quitte alors Oman, pour la Perse et s'installe pour une durée de douze ans dans la région de Fars où il vit sous la protection du gouverneur, `Abdallah ibn Mahommed ibn Mikal. Après la chute de Mikal, en 920, il quitte la Perse pour s'établir à Bagdad où il devient professeur et reçoit une pension du calife Al-Muqtadir.
Il a écrit un grand dictionnaire en langue arabe, La collection du langage (جمهرة اللغة Jamhara al-lugha) nommé ainsi parce qu'il réunissait l'ensemble des dialectes arabes. Il a écrit des monographies sur les chevaux, la pluie, les armes et le Kitab al-Istiqaq, ou il étudie l'étymologie des noms propres arabes. Il a écrit plusieurs livres sur la généalogie des tribus arabes et on lui attribue quarante contes en prose rimée qui auraient inspiré Hamadani.